# Birgit Wiedel Weidinger
Birgit Wiedel Weidinger (* 15. August 1974 in Wilhelmshaven) ist eine deutsche Schauspielerin.

## Leben
Weidinger absolvierte zuerst eine Ausbildung zur Ergotherapeutin. Nach ihrem Abschluss probierte sie zuerst mehrere Bereiche hinter der Kamera aus. Anschließend entdeckte sie ihre Liebe zur Schauspielerei und besuchte zwischen 1998 und 2002 die Hochschule für Schauspielkunst Ernst Busch. In der Telenovela Bianca – Wege zum Glück spielte sie durchgängig die Rolle der Bärbel Krause, die für das leibliche Wohl der Bankiersfamilie auf Gut Wellinghof verantwortlich war und auch sonst für alle ein offenes Ohr hatte. Auch in der Telenovela Tessa – Leben für die Liebe hatte sie zum Schluss hin eine durchgängige Rolle. In der Telenovela Wege zum Glück – Spuren im Sand war sie seit der ersten Episode wiederum als Bärbel Krause zu sehen.

## Filmografie (Auswahl)
- 2002: Streit um Drei
- 2003: Irren ist sexy
- 2004: Drei Tage Leben
- 2004–2005: Bianca – Wege zum Glück (Telenovela)
- 2005: Rosamunde Pilcher – Sommer des Erwachens (Fernsehfilm)
- 2006: Tessa – Leben für die Liebe (Telenovela)
- 2012: Bärbels Tagebuch (5 Episoden zur Einstimmung auf Wege zum Glück – Spuren im Sand)
- 2012: Wege zum Glück – Spuren im Sand (Telenovela)